# Кальбелезе
Кальбелезе (нем. Kalbelesee) — горное озеро Северных Известняковых Альп. Располагается на территории округа Брегенц в федеральной земле Форарльберг на западе Австрии. Относится к бассейну ручья Зебах, правого притока реки Брегенцер-Ах.
Кальбелезе представляет собой проточное олиго-мезотрофное озеро, находящееся на высоте 1653 м над уровнем моря в западной части коммуны Варт. Площадь озера составляет около 2,4 га, наибольшая глубина достигает около 4,5 м.
Сток из озера идёт на север через ручей Зебах (нем. Seebach).
Вода в озере средней жёсткости (8 °dH), слабощелочная (pH 8). Прозрачность воды — 1,8 м.